# 순천시 (평안남도)
순천시(順川市)는 조선민주주의인민공화국 평안남도에 있는 시이다. 많은 제조업 공장이 위치해 있고 석탄 등의 지하 자원이 매장되어 있으며 광공업이 발달해 있다.

## 지리
평안남도의 중심부에 위치해 있다. 남쪽은 평성시, 동쪽은 은산군, 북쪽은 개천시, 북서쪽은 안주시, 서쪽은 숙천군과 접해 있다.

## 역사
- 1929년 4월 1일 오운면(梧雲面)을 순천면에, 용화면(龍化面)을 신창면에, 제현면(濟賢面)을 은산면에 합면하였다.[2]
- 1939년 10월 1일 순천면을 순천읍으로 승격하였다.[3]
- 1952년에 일부가 은산군으로 분리되었다.
- 1965년에 사인리, 봉학리, 덕산리가 평성구에 편입되었다.
- 1967년에 삼룡리, 후탄리, 월포리, 청옥리가 평성구에 편입되었다.
- 1974년에는 은산군 전 지역이 편입되었고 은산읍이 은산로동자구로 개편하였다. 그와 동시에 화포리, 자산리, 백송리, 고천리, 운흥리가 평성시에 편입되었다.
- 1983년에 시로 개편하면서 순천읍과 로동자구가 폐지되었다.
- 1993년에는 은산군이 다시 만들어지면서 은산동, 재동, 구봉동, 천성동, 직동, 부흥동, 수양리, 제현리, 숭화리, 연합리, 망일리, 신창리, 수덕리, 수원리, 룡화리, 류정리, 밀전리, 동상리, 남옥리, 류동리, 대양리, 남원리가 은산군으로 떨어졌다. 얼마 후에 은산군 직동로동자구와 부흥로동자구가 넘어오면서 동으로 개편하였다.
- 1997년에는 성산동과 학산동이 은산군에 편입되었다.

## 행정 구역
순천시는 순천동(順川洞), 역전동(驛前洞), 수복동(秀福洞), 강안동(江岸洞), 금산동(金山洞), 동암동(東巖洞), 련포동(蓮浦洞), 봉화동(烽火洞), 련봉동(蓮峯洞), 룡악동(龍岳洞), 강포동(江浦洞), 석수동(石水洞), 금천동(金川洞), 응봉동(鷹峯洞), 봉우동, 오사동(五四洞), 증산동(甑山洞), 직동(直洞), 부흥동(富興洞), 새덕동, 새마을동, 평리(坪里), 북창리(北倉里), 오봉리(五峯里), 룡봉리(龍峯里), 원상리(元上里), 내남리(內南里), 신리(新里), 신덕리(新德里), 룡지리(龍池里), 풍덕리(豊德里), 서남리(西南里)로 구성되어 있다(21동 11리).

## 시설
- 순천시멘트련합공업소
- 순천비날론련합기업소
- 순천린비료공장

## 교통
철도교통 요충지이다. 시가지 중심에 위치한 순천역에서 만포선이 평라선 (구 평원선)에서 분기된다.

## 참고 문헌
- Dormels, Rainer. North Korea's Cities: Industrial facilities, internal structures and typification. Jimoondang, 2014. ISBN 978-89-6297-167-5

## 같이 보기
- 순천군 (대한민국 평안남도)